# Salinan

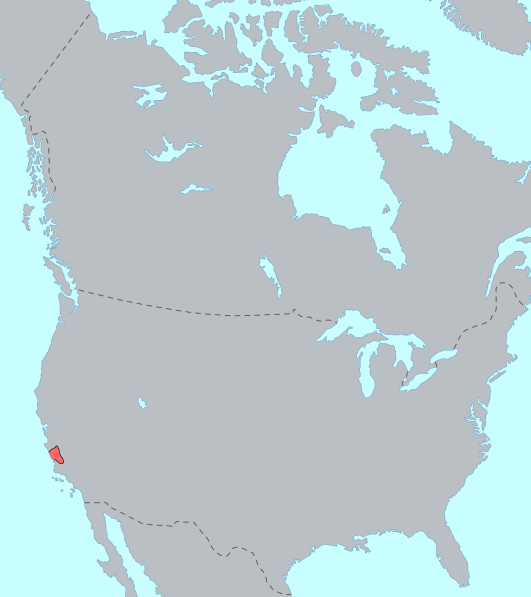
La distribuzione del popolo Salinan prima del contatto con i pionieri americani.

I Salinan sono una tribù di nativi americani che risiedeva in quella che è oggi la costa centrale della California, nella valle di Salinas. Considerati estinti dal censimento del 1930, i Salinan erano in realtà ancora presenti sul territorio ed è attualmente in corso il loro processo di riconoscimento tribale presso l'Agenzia degli Affari Indiani. 

## Organizzazione
Esistevano due rami principali di questa tribù: i San Miguel, stanziati nel sud, presso il corso superiore del fiume Salinas (che fluisce da sud a nord), e i San Antonio, stanziati nel nord, presso la parte meridionale del bacino di Salinas. In corrispondenza di questi due insediamenti erano presenti le due missioni spagnole di San Antonio de Padua e San Miguel Arcángel. Esisteva anche il gruppo chiamato Playano che era stanziato sulla costa pacifica, nella vicinanze di quelli che oggi sono gli insediamenti di San Simeon e Lucia. I Salinan erano una tribù di cacciatori-raccoglitori e vivevano organizzati in piccoli gruppi con una piccola struttura politica centralizzata. 

## Religione
Si ritiene che i Salinan praticassero una religione chiamata Kuksu, molto comune tra le varie tribù della California centrale e settentrionale, che includeva elaborate danze cerimoniali e specifici abiti da cerimonia. Tali cerimonie includevano riti di passaggio e comunicazioni con il mondo degli spiriti, e gli uomini della tribù in particolare erano chiamati a praticare rituali volti ad assicurare prosperità, salute e fertilità.
Gli appartenenti a quello che rimane della popolazione Salinan sono oggi liberi di salire sul Morro Rock, un neck della catena delle Nine Sisters, su cui durante tutto l'anno è invece vietato salire, in occasione della loro annuale cerimonia in ricordo della leggendaria uccisione di Taliyekatapelta, un serpente a due teste che aveva il corpo avvolto alla base della roccia, da parte di un falco e di un corvo.

## Etimologia
Il popolo Salinan è stato così battezzato in associazione con il fiume Salinas, dapprima da Robert Latham, nel 1856, e poi da John Powell, nel 1891. Il nome con cui gli appartenenti a questo popolo indicavano se stessi non è invece mai stato registrato. Clinton Hart Merriam, famoso etnografo americano, chiamava questo popolo En-'ne-sen in base a quanto riferito da un informante (ossia un parlante che risponde a questionari linguistici sulla sua lingua madre); En-'ne-sen era in effetti la parola nativa Salinan per indicare le loro sedi centrali.

## Lingua

Il territorio di diffusione storico della lingua Salinan.

La lingua salinan, parlata fino alla fine degli anni cinquanta è una lingua isolata. Essa potrebbe essere parte della ipotetica famiglia linguistica delle lingue hokan. Edward Sapir la includeva infatti in una sottofamiglia delle hokan, assieme alle lingue chumash e alla lingua seri; va detto che, sebbene questa classificazione abbia trovato larga accoglienza nelle più recenti enciclopedie riguardanti le famiglie linguistiche, non sono mai state presentate prove abbastanza solide da poterla considerare certamente esatta.

## Popolazione
Le stime del numero di persone che componevano la maggior parte dei popoli di nativi americani presenti in California prima dell'arrivo dei primi pionieri americani spaziano su uno spettro piuttosto ampio. Alfred Kroeber, un famoso antropologo americano del ventesimo secolo, stima che la popolazione dei Salinan fosse di circa 3.000 individui nel 1770, mentre un altro antropologo ed etnologo americano, Sherburne F. Cook, stima che la popolazione, nello stesso anno, fosse di 700 individui.